# Iván César Gabrich
Iván César Gabrich (Chovet, Argentina, 28. kolovoza 1972.) ili kraće, Iván Gabrich, je argentinski nogometaš hrvatskog podrijetla. Mlađi je brat nogometaša Jorgea Gabricha, a nadimak mu je "'el Tanque". U karijeri je igrao za više klubova diljem svijeta.

## Igračka karijera
Karijeru je započeo u argentinskom klubu "Newells' Old Boys". Za iste je odigrao 5 sezona, od 1991. do 1996., odigravši 103 susreta, postigavši 30 pogodaka. Izuzetno plodne igre zadnjih dviju sezona u svom klubu, kada je polučio 11 i 14 pogodaka, privukli su inozemne menadžere. Za njega su se zanimali, pored ostalih, i "Nantes" i "Benfica", ali "Ajaxova" ponuda je bila jača. Tako u sezoni 1996./97. odlazi igrati u "Ajaxa", odigravši samo 10 utakmice i ne postigavši pogotka.
Iduće sezone, 1997./98., odlazi u Španjolsku "Méridu", za koju u 34 susreta daje samo 2 pogotka. U sezoni 1998./99., ostaje u Španjolskoj, ovog puta igrajući za "Extremaduru", za koju u 32 susreta daje samo 2 pogotka. U sezoni 1999/2000., opet seli po Španjolskoj, a novo odredište je "Real" iz Mallorce". Te sezone je igrao samo 5 utakmice i dao je samo 2 pogotka. Konačni raskid ugovora s "Realom" iz Mallorce je dogovorom raskinuo 12. prosinca 2003. 2000. godine se vraća u Južnu Ameriku, ali igra u susjedstvu, za čileanski klub "Huran". Tijekom iste godine, odlazi u susjedstvo, u Brazil, gdje igra za "Vitóriu". Potom se vratio u Argentinu, gdje ostatak sezone 2000. i jednim dijelom 2001. igra za "Huracán", postigavši 2 pogotka. Preostali dio 2001. i početni dio 2002. igra u susjednom Čileu, za "Universidad Católicu". Kasnije se vratio u "Huracán", za kojeg postiže 9 pogodaka. 2002/03. je proveo igrajući za čileansku "Universidad Católicu", za koju je postigao 5 pogodaka. Nakon toga je okončao svoju igračku karijeru.

## Vanjske poveznice
- Argentine League statistics (šp.)